# Artur Lima
Artur Lima (Praia da Vitória, Santa Cruz, 23 de maio de 1963) é um político eleito Médico Dentista, licenciado em Medicina Dentária pela Faculdade de Medicina Dentária da Universidade do Porto, líder do CDS-PP Açores e Vice-Presidente do CDS-PP. Atualmente é Vice-Presidente do XIV Governo Regional dos Açores.

## Biografia
Artur Lima é casado, tendo duas filhas.

### Carreira
Licenciado em Medicina Dentária pela Universidade do Porto, com Pós-Graduação em Direito Médico pela Universidade de Coimbra. Possui também uma Pós-Graduação em Ortodontia pelo Centro Europeu de Ortodontia de Madrid e pela Fundação Gnathos.  Participou também em inúmeros cursos, nomeadamente Dentisteria Estética na Universidade de Santa Catarina, Cirurgia Oral, através da Ordem dos Médicos Dentistas e Calibração pela Direção-Geral de Saúde Portuguesa.
Médico Dentista do Centro de Saúde de Angra do Heroísmo e Coordenador dos Serviços de Saúde Oral da mesma instituição, com funções suspensas por não poder acumular com as funções de  Deputado Regional nos Açores, além da clínica SAMS interna e consultório particular (1995-1999) no Centro de Saúde da Graciosa, onde esteve envolvido na instalação do serviço de saúde oral. Ao mesmo tempo, Artur Lima chefiou o Grupo Regional de Saúde Oral, treinando Médicos Dentistas no Centro de Saúde de Angra do Heroísmo. Ao mesmo tempo, escreveu "Ruca, um Dente Igual aos Teus", que foi editado no programa M6 no mesmo Centro de Saúde.
Foi Conselheiro Municipal da Câmara Municipal da Praia da Vitória, entre 2000 e 2001, e mais uma vez após outubro de 2005.
Foi membro do Conselho Diretivo liderado pelo antigo bastonário Orlando Monteiro da Silva, foi Representante da Região Autónoma dos Açores e membro do Conselho Fiscal da Ordem dos Médicos Dentistas (2000-2002), além de ter assumido a Presidência do Aeroclube da Terceira (2003-2006).
Tornou-se Deputado na Assembleia Legislativa Regional dos Açores, sob a bandeira do CDS-PP, antes de se tornar presidente do CDS-PP, na Região Autónoma dos Açores. Foi eleito para a Vice-Presidência do Conselho Nacional do CDS-PP, no 22º Congresso, em março de 2007.  Como cabeça de lista do CDS-PP na na ilha Terceira, nas Eleições Regionais de 2008, obteve 2993 votos: aproximadamente 13,88% dos votos registados. Atualmente, é Deputado na Assembleia Legislativa Regional dos Açores, pela Ilha Terceira, eleito nas eleições de 2016. Estas eleições foram alvo de escrutínio pelo Tribunal Constitucional que identificou várias irregularidades nas contas da campanha dos diferentes partidos, inclusivamente nas contas de campanha do CDS-PP Açores. Nas eleições  legislativas regionais de 2020, realizadas em 25 de novembro de 2020, ainda enquanto presidente do CDS nos Açores e Vice-Presidente do CDS nacional, Artur Lima vê a percentagem de votos do seu partido reduzir-se para 5,5%, conseguindo a sua reeleição e negociar a vice-presidência do Governo Regional dos Açores.
A 27 de junho de 2020, Artur Lima concorreu a Bastonário da Ordem dos Médicos Dentistas, tendo sido derrotado naquela que foi a eleição mais concorrida desta instituição e onde obteve somente 27% dos votos. A lista adversária ganhou com 72% dos votos, tendo Artur Lima assumido a derrota a 29 de junho de 2020.